# Ichneumon brevis
Ichneumon brevis là một loài tò vò trong họ Ichneumonidae.